# Drysdale River National Park
Drysdale River National Park är en park i Australien. Den ligger i delstaten Western Australia, omkring 2 200 kilometer nordost om delstatshuvudstaden Perth. Drysdale River National Park ligger 249 meter över havet.
Trakten runt Drysdale River National Park är nära nog obefolkad, med mindre än två invånare per kvadratkilometer.. Det finns inga samhällen i närheten.
Omgivningarna runt Drysdale River National Park är huvudsakligen savann. Genomsnittlig årsnederbörd är 1 186 millimeter. Den regnigaste månaden är januari, med i genomsnitt 308 mm nederbörd, och den torraste är augusti, med 2 mm nederbörd.